# Iaras
Iaras là một đô thị ở bang São Paulo của Brasil. 
Đô thị này nằm ở vĩ độ 22º52'15" độ vĩ nam và kinh độ 49º09'46" độ vĩ tây, trên khu vực có độ cao 648 m. Dân số năm 2004 ước tính là 3.515 người.

## Thông tin nhân khẩu
Dữ liệu dân số theo điều tra dân số năm 2000
Tổng dân số: 3.054
- Dân số thành thị: 1.895
- Dân số nông thôn: 1.159
- Nam giới: 1.667
- Nữ giới: 1.387

Mật độ dân số (người/km²): 7,61
Tỷ lệ tử vong trẻ sơ sinh dưới 1 tuổi (trên một triệu người): 22,71
Tuổi thọ bình quân (tuổi): 67,93
Tỷ lệ sinh (số trẻ trên mỗi bà mẹ): 2,80
Tỷ lệ biết đọc biết viết: 88,36%
Chỉ số phát triển con người (HDI-M): 0,742
- Chỉ số phát triển con người - Thu nhập: 0,661
- Chỉ số phát triển con người - Tuổi thọ: 0,716
- Chỉ số phát triển con người - Giáo dục: 0,849

(Nguồn: IPEADATA)

### Sông ngòi
- Rio Pardo
- Rio Novo
- Rio Claro

### Các xa lộ
- SP-280 (quilômetro 280)